# 闸北
闸北，亦曾名为沪北，上海地区名，位于吴淞江下游中段北岸地区。原指新闸至老闸一线以北地区，含闸北区及普陀区等部分地区，后随闸北区的成立及其辖境的扩张，泛指该区。

## 名源
1672年，为了阻挡黄浦江的潮水倒灌入吴淞江上游，故在吴淞江上今福建路位置设置了一座挡潮石闸桥。1735年，原闸桥坍毁后，在其上游方向今大统路附近新建了一座闸桥，而原闸桥被称为老闸，新建闸桥则称为新闸。对于老闸至新闸一线的吴淞江以北地区則得名为闸北。

## 地区发展
上海开埠前，闸北地区以虬江为界，南部属松江府上海县，北部属太仓直隶州宝山县。虬江以南因水路交织，临近吴淞江，并有闸桥通往上海县城，所以逐渐形成市集，而虬江以北则多为农田和自然村。1850年代起，随着租界的辟立和太平天国运动，导致大批外地移民涌入上海。其中一些贫民因负担不了租界内的居住成本，所以选择临近租界的闸北地区落户，最初有梅园头村和唐家弄等数个居民点。此外，由于当时沪上客货多仰赖上游苏州等地依吴淞江运抵，闸北沿河地区逐渐成为农产品的集散地，市面逐渐繁荣。同时境内有乡村道路一直通往宝山县内的江湾、真如等市镇。
1864年起，租界当局开始在苏州河上兴建桥梁，随后又兴办铁路等，扩张形势明显。为了抵御租界的大规模扩张，当时粤籍商人陈绍昌、浙商祝承桂联合地方士绅，呈请两江总督允许闸北地区开为商埠。在得到核准后，士绅组成闸北工程总局，负责境内市政建设。闸北工程总局在蘇州河西部一带修筑桥梁、道路（新大桥、共和路、汉中路等）以及其他长途公路，加之沪宁铁路和淞沪铁路的建设，闸北迅速形成沪上重要的交通枢纽，吸引大批华人官商前来投资，湖州帮商人在闸北西部长安路与中兴路之间开设丝厂27家，恒丰紗廠、华盛、同茂等丝厂投资筑路，恒丰路、华盛路、华同路因而得名。工商业的繁荣导致大量工人阶级搬入。至1920年代，闸北地区已经形成上海的重要工业基地和文化重镇。
但至上海1930年代，由于一二八和淞沪会战两次战争，闸北成为战场几乎沦为一片废墟，逐渐成为难民聚集区，并成为上海著名的贫民窟，被称为“赤膊区”。
自1980年起，随着大规模城市改造的开始，闸北地区拆除了大批危房，并以上海站为中心重建了商业区，并在科教方面着重投入，基本实现了该地区的商贸文教等的复兴。